# پاتریک تامبی
پاتریک دَنیِل تامبِی (به فرانسوی: Patrick Daniel Tambay‎؛ زادهٔ ۲۵ ژوئن ۱۹۴۹ – درگذشتهٔ ۴ دسامبر ۲۰۲۲) رانندهٔ مسابقات اتومبیل‌رانی اهل فرانسه بود که از فصل ۱۹۷۷ تا ۱۹۷۹، و دوباره از فصل ۱۹۸۱ تا ۱۹۸۶ در مجموع در ۱۲۳ گراند پری از مسابقات جهانی فرمول یک شرکت کرد.
او در طول دوران فعالیت خود در فرمول یک، ۵ بار مسابقه را از پول پوزیشن آغاز کرد و در ۲ مسابقه موفق شد سریع‌ترین زمان طی یک دور پیست را به نام خود ثبت کند. او در این مسابقات ۱۱ بار بر روی سکو رفت، مجموعاً ۲ بار به پیروزی دست یافت و ۱۰۳ امتیاز را نیز به نام خود به‌ثبت رساند.

## سنین سالخوردگی و مرگ
پس از بازنشستگی از مسابقات حرفه‌ای، تامبی به‌عنوان مفسر در تلویزیون فرانسه مشغول به کار شد. او همچنین به‌عنوان معاون شهردار لو کانت، یکی از حومه‌های کن، خدمت کرد. او پدرخوانده ژاک ویلنوو قهرمان جهان در سال ۱۹۹۷ بود، در حالی‌که پسرش آدرین بین سال‌های ۲۰۱۲ تا ۲۰۱۶ در مسابقات قهرمانی DTM شرکت کرد. پس از چندین سال رنج بردن از بیماری پارکینسون، تامبی در ۴ دسامبر ۲۰۲۲ در سن ۷۳ سالگی درگذشت.